# Ralph Kiner
Ralph McPherran Kiner (ur. 27 października 1922 w Santa Rita, Nowy Meksyk, zm. 6 lutego 2014 w Rancho Mirage, Kalifornia) – amerykański baseballista. Grał na pozycji zapolowego. W latach 1946–1955 występował w drużynach Pittsburgh Pirates, Chicago Cubs i Cleveland Indians. W 1975 roku został włączony do Galerii Sław Baseballu.
W Major League Baseball zadebiutował 12 kwietnia 1946 roku, w barwach Pittsburgh Pirates. Sezon zakończył z 23 home runami i 81 RBI. Po sezonie klub przekonał Hanka Greenberga, by nie kończył kariery. Greenberg przez wiele godzin trenował z Kinerem i dawał mu cenne wskazówki. W 1947 roku Kiner miał najwięcej home runów w lidze, 51.
W 1949 roku poprawił swój wynik z 1947 roku, notując 54 home runy. Dzięki temu Kiner stał się pierwszym zawodnikiem National League, który dwukrotnie notował więcej niż 50 home runów w sezonie.
W sezonach 1948–1953 był wybierany do Meczu Gwiazd MLB.
4 czerwca 1953 Kiner został zawodnikiem Chicago Cubs, w wyniku wymiany, w której uczestniczyło 10 zawodników. Kiner zagrał resztę sezonu 1953 i cały 1954, zanim zakończył karierę w Cleveland Indians w 1955 roku z powodu kontuzji pleców w wieku 32 lat.
Po zakończeniu kariery sportowej został komentatorem.
| Nagroda/wyróżnienie           | Lata                               | Źródło |
| 6× All-Star                   | 1948, 1949, 1950, 1951, 1952, 1953 | [ 2 ]  |
| Baseball Hall of Fame         | od 1975                            | [ 3 ]  |
| # 4 zastrzeżony przez Pirates | 1987                               | [ 4 ]  |